# 華容県
華容県（かよう-けん）は中華人民共和国湖南省岳陽市に位置する県。

## 行政区画
- 鎮：三封寺鎮、治河渡鎮、北景港鎮、鯰魚鬚鎮、万庾鎮、挿旗鎮、注滋口鎮、操軍鎮、東山鎮、梅田湖鎮、章華鎮、禹山鎮
- 郷：新河郷、団洲郷

## 主な出来事
- 2024年7月5日 - 団洲郷で洞庭湖の堤防が決壊。地域住民の避難が行われた[1]。